# تيبور غاراي
تيبور غاراي (بالمجرية: Garay Tibor)‏ هو لاعب كرة قدم مجري، ولد في 1923 في سيجد في المجر. لعب مع إنتر ميلان ونادي برو باتاريا ونادي تولوز ونادي ريميني.